# 마힌다 1세
마힌다 1세(Mahinda I, 694년 ~ 741년)는 8세기 시대 아누라다푸라 왕국의 람바카나 제2왕조 제4대 군주였다.

## 생애
738년 친형 카샤파 3세 군주가 향년 58세로 붕어하자 아누라다푸라 왕국의 구세대 귀족들한테 왕위에 추대되어 보령 44세로 보위를 승계 및 등극하였다. 그러나 그도 결국 후계자(後繼者)를 책립도 하지 못한 채 738년에 콩팥 부전증으로 인한 괴저로 인하여 향년 47세로 붕어(서거)하자 친조카 아가보디 공(公)이 아누라다푸라 왕국의 구세대 귀족들한테 왕위에 추대되어 보령 36세로 보위 등극하였다.

## 같이 보기
- 스리랑카의 역사
- 카샤파 3세
- 헤파이스티온